# Courtney B. Vance
Courtney Bernard Vance (ur. 12 marca 1960 w Detroit) – amerykański aktor i producent filmowy i telewizyjny. 

## Życiorys

### Wczesne lata
Urodził się w Detroit w stanie Michigan jako syn Leslie Anity (z domu Daniels), bibliotekarki, i Conroya Vance’a, kierownika sklepu spożywczego i administratora zasiłków. Wychowywał się z siostrą Cecilie. Uczęszczał do Detroit Country Day School (absolwent 1982), gdzie był kapitanem swoich drużyn piłki nożnej i koszykówki. W 1986 ukończył studia na Uniwersytecie Harvarda z tytułem bakalaureat.
Podczas studiów pracował już jako aktor w Boston Shakespeare Company. Uzyskał tytuł magistra sztuk pięknych w Yale School of Drama przy Uniwersytecie Yale, gdzie grał w przedstawieniu Augusta Wilsona Płoty (Fences) i jako student poznał przyszłą żonę Angelę Bassett.

### Kariera
Po raz pierwszy wystąpił na szklanym ekranie jako student w telewizyjnym melodramacie CBS Pierwszy romans (First Affair, 1983) z Melissą Sue Anderson, Lorettą Swit i Amandą Bearse. Potem John Irvin powierzył mu rolę Abrahama „Doca” Johnsona w dramacie wojennym Hamburger Hill (1987) u boku Stevena Webera i Dylana McDermotta. W 1987 otrzymał Clarence Derwent Award i zdobył nominację do Tony Award jako Cory Maxson w sztuce Augusta Wilsona Płoty (Fences) na Broadwayu.
W ekranizacji powieści sensacyjnej Toma Clancy’ego Polowanie na Czerwony Październik (The Hunt for Red October, 1990) z Seanem Connery i Alekiem Baldwinem pojawił się jako techniczny hydrolokatora ze stopniem oficerskim mata drugiej klasy Ronald „Jonesey” Jones. W 1991 był nominowany do Tony Award za rolę drobnego oszusta Paula z Bostonu w inscenizacji Szósty stopień oddalenia (Six Degrees of Separation) ze Stockard Channing. Użyczył głosu uczonemu w piśmie w telewizyjnej animowanej baśni Andersena Nowe szaty króla (1991). W dramacie sensacyjnym NBC Uliczna wojna (In the Line of Duty: Street War, 1992) zagrał bandytę Justice’a Butlera u boku Petera Boyle’a i Mario Van Peeblesa. Za rolę szanowanego prawnika Johna Williamsa, młodszego brata czarnoskórego policjanta (Charles S. Dutton) z New York City Police Department i obrońcy swojego 18-letniego bratanka, który zostaje aresztowany za zabójstwo irlandzkiej młodzieży w parku Van Cortland w dramacie Ślepa wiara (1998) był nominowany do Independent Spirit Awards.
Po gościnnym udziale w telewizyjnych serialach takich jak Prawo i porządek, Gdzie diabeł mówi dobranoc, Dzika rodzinka i Boston Public, przyjął rolę prawnika Rona Carvera w serialu policyjnym NBC Prawo i porządek: Zbrodniczy zamiar (2001–2006), za którą był nominowany do NAACP Image Awards. Można go było również dostrzec w serialach: Ostry dyżur (2008–2009) w roli Russella Banfielda, FlashForward: Przebłysk jutra (2009–2010) jako Stanford Wedeck, Podkomisarz Brenda Johnson (2010–2011) jako dyrektor Tommy Delk czy Zemsta (2012) jako Benjamin Brooks. Użyczył głosu postaci Rodericka Kingsleya w serialu animowanym The Spectacular Spider-Man (2009).
W 2013 jego sceniczna rola Hapa Hairstona w spektaklu Nory Ephron Szczęściarz została uhonorowana Tony Award. Za kreację słynnego adwokata Johnnie’go Cochrana, który wybronił O.J. Simpsona, w serialu 20th Century Fox Television American Crime Story (The People v. O. J. Simpson: American Crime Story, 2016) otrzymał nagrodę Emmy, Czarną Szpulę i Critics Choice Television Award, a także był nominowany do Złotego Globu.

## Życie prywatne
12 października 1997 poślubił Angelę Bassett. 27 stycznia 2006 zostali rodzicami bliźniaków: Bronwyn Golden i Slatera Josiaha, urodzonymi w Kalifornii przez surogatkę.
Ambasador dobrej woli UNICEF. Zwolennik Boys & Girls Clubs of America (BGCA).

## Filmografia (wybór)
- Hamburger Hill (1987) jako Doc Johnson
- Polowanie na Czerwony Październik (1990) jako Ronald „Jonesey” Jones
- Poza prawem (1992) jako agent FBI Price
- Przygody Hucka Finna (1993) jako Jim
- Czarna eskadra (1995) jako porucznik Glenn
- Żona pastora (1996) jako Reverend Henry Biggs
- Kto zabił ciotkę Cookie? (1999) jako Otis Tucker
- Miłość i śmierć w Chicago (1999) jako Eddie Jones
- Oszukać przeznaczenie 5 (2011) jako Jim Block
- Bunkier (2011) jako Delvin